# SH-01F
ドコモ スマートフォン AQUOS PHONE ZETA SH-01F（ドコモ スマートフォン アクオスフォン ゼータ エスエイチゼロイチエフ）は、シャープによって開発された、NTTドコモの第3.9世代移動通信システム（Xi）と第3世代移動通信システム（FOMA）とのデュアルモード端末である。ドコモ スマートフォン（第2期）のひとつ。
ここでは、テレビゲーム『ドラゴンクエスト』とのコラボレーションモデルSH-01F DRAGON QUEST（エスエイチゼロイチエフ ドラゴンクエスト）についても記述する。

## 概要
SH-06Eの後継機種で、画面サイズが先代機種に比べてアップしている。また、先代機種では対応していなかったフルセグ放送の受信及び録画に対応している。
IGZO液晶が強化されており、3000mAhの大容量バッテリーと合わせて約3日間充電せずに利用する事が可能となっている。他にも、兄弟機種であるSHL23と同様に「グリップマジック」機能を搭載しており、本体を持つだけでスリープ状態から復帰出来るほか、数秒間時計を表示したり、着信音やアラーム音を抑えることが出来るようになっている。さらにBright Keep機能にもこの機能を活用。持っている間は画面が消えず、離すとすぐに微灯になるほか、寝転がっても余計な画面回転を抑える事が出来る。
メインカメラは有効画素数が1630万画素にアップしたほか、先代機種にも搭載のF値1.9の明るいレンズ「BrightEye」に加え、「NightCatch」という画像処理機能を追加。これにより暗いシーンでのノイズを軽減し、薄暗い場所や夜景もきれいに撮影できる。また新方式のフォーカス制御によりオートフォーカスが高速化し、単に速く撮るだけでなく、タッチAEで露出もピントも同時に合わせ、狙ったシーンを美しく撮影できる。その他、超解像技術により、デジタルでズームアップするほど目立ってしまう画像の粗さを軽減する「美ズーム」機能も追加された。
UIに関しては、シャープ独自のUI「Feel UX」の他、ドコモ2013年冬モデルから新たに採用したドコモ独自のホームアプリ「docomo LIVE UX」と従来の携帯電話から初めてスマートフォンに機種変更したユーザー向けUIの「docomo シンプル UI」が選べる。「Feel UX」はウェルカムシートのデザインが従来の上下にわかれる表現から、全画面の表現に変わった。
音響技術には、ブルーレイレコーダーなどのAV機器にも使用されているDTS社のサラウンド技術を採用している。
赤外線通信には非対応。

## SH-01F DRAGON QUEST
テレビゲーム『ドラゴンクエスト』とのコラボレーションモデルで、ドラゴンクエストシリーズのスマートフォン完全移植版配信と『ドラゴンクエストX 目覚めし五つの種族 オンライン』のdゲーム版稼働を記念して発売される。限定販売台数は3万台。
カラーバリエーションのメタルスライムが示す通り、ゲーム中に登場するアイテム「メタルのかけら」を冒険者が集め、鍛冶職人によって作られたスマートフォンという設定になっている。また、背面には作中に登場する伝説の勇者、ロトの紋章やモンスターのスライム、ドラキーのシルエットなどが刻印されている。
UIもドラゴンクエスト仕様となっており、シャープ製端末の標準ソフトウェアキーのうち、ホームボタンがスライムとなっている。また、バッテリー表示アイコンはキングスライムを模したものとなっている。さらに、電話着信時には「○○○ が あらわれた！」という戦闘画面風の画面が表示される。ちなみに、コマンドは「でない」（拒否）・「でる」（応答）・「SMSでかえす」（拒否してSMSを送信）の3種類である。
他にも、「ロトの紋章クロス」（指紋拭き取り用クロス）、「冒険の導き書」（使い方ガイド）が同梱される。
なお、基本的な性能はSH-01Fとほぼ同等だが、こちらは『ドラゴンクエストVIII 空と海と大地と呪われし姫君』のスマートフォン版やオリジナルゲーム「ドラゴンクエスト いつでも冒険ダイス」がプリインストールされている。

## 搭載アプリ
※はSH-01F DRAGON QUESTのみ
- カメラ
- Gmail
- メール
- マップ
- ナビ
- ローカル
- ハングアウト
- Playストア
- ダウンロード
- YouTube
- Google
- ブラウザ
- カレンダー
- アラーム・時計
- 電卓
- 設定
- Google+
- メッセンジャー
- Google Chrome
- Playブックス
- 音声検索
- Google設定
- アルバム
- テレビ
- ミュージック
- SHツール
- OfficeSuite
- おサイフケータイ
- 取扱説明書
- SH SHOW（メーカーアプリ）
- コンテンツマネージャ
- DQ冒険ダイス※
- 冒険者のおでかけ便利ツール※
- きせかえコール※
- ドラクエ8※
- DQM WANTED!※

## 主な機能
| 主な対応サービス                                | 主な対応サービス                         | 主な対応サービス                     | 主な対応サービス                                                 |
| ----------------------------------------------- | ---------------------------------------- | ------------------------------------ | ---------------------------------------------------------------- |
| タッチパネル/加速度センサー                     | Xi/FOMAハイスピード                      | Bluetooth                            | DCMX/おサイフケータイ/NFC/かざしてリンク/赤外線/トルカ           |
| ワンセグ/フルセグ/モバキャス                    | メロディコール                           | テザリング                           | WiFi IEEE802.11a/b/g/n/ac                                        |
| GPS                                             | ドコモメール/電話帳バックアップ          | デコメール/デコメ絵文字/デコメアニメ | iチャネル/iコンシェル/しゃべってコンシェル                       |
| エリアメール/ソフトウェアーアップデート自動更新 | デジタルオーディオプレーヤー(WMA・MP3他) | GSM/3Gローミング(WORLD WING)         | フルブラウザ/Flash Player                                        |
| Google Play/dメニュー/dマーケット               | Gmail/Google Talk/YouTube/Picasa         | バーコードリーダ/名刺リーダ          | ドコモ地図ナビ/ドコモドライブネット/Google Maps/ストリートビュー |

## 歴史
- 2013年9月30日 - NTTドコモとスクウェア・エニックスがSH-01F DRAGON QUESTの開発を発表。ただし、この時は機種名が伏せられていた[9]。
- 2013年10月1日 - SH-01F DRAGON QUESTをCEATEC JAPAN 2013にて機種名を伏せた状態で先行展示。
- 2013年10月10日 - SH-01F及びSH-01F DRAGON QUESTをNTTドコモから正式発表。SH-01F事前予約開始。
- 2013年11月7日 - SH-01F発売開始。
- 2013年11月25日正午〜11月26日正午 - SH-01F DRAGON QUEST先行発売応募受付（ドコモプレミアクラブおよびドコモビジネスプレミアクラブのプレミアステージのユーザー限定）。
- 2013年12月1日 - SH-01F DRAGON QUEST一般販売事前予約開始。
- 2013年12月6日 - SH-01F DRAGON QUEST先行発売（ドコモプレミアクラブおよびドコモビジネスプレミアクラブのプレミアステージのユーザー限定）。
- 2013年12月7日 - SH-01F DRAGON QUEST一般販売開始。
- 2014年10月7日 - SH-01F Android 4.4へアップデート開始。

## アップデート・不具合など

### SH-01F
2013年12月6日のアップデート
- 電池使用履歴確認画面にて画面消灯中の電池使用履歴が正しく表示されない場合がある不具合を修正する。
- ビルド番号が01.00.00、01.00.01から01.00.02になる。

2013年12月16日のアップデート（機能バージョンアップ）
- 機能バージョンアップ
  - [docomo ID」認証の本格導入対応
    - 端末にdocomo IDを設定することが可能。docomo IDを端末に設定することで、対応するサービスアプリ[11]でのdocomo ID入力が不要になる。
    - Wi-Fiオプションパスワードがdocomo IDに統合[12]

  - 端末を紛失した際などに、パソコン（My docomo）から回線を指定して、遠隔操作で端末初期化およびSDカードのデータを消去できるサービス「遠隔初期化」に対応
  - 新「ドコモバックアップアプリ」の提供開始
    - SDカードバックアップ対応項目のうち、音楽、ブックマーク、通話履歴、ユーザ辞書について、データ保管BOXへのアップロードが可能となる。

  - 独自機能の機能アップ
    - ミニマップアプリが、二本指での視点変更および地図回転に対応。
    - データ引継機能が、電話帳データの引継ぎに対応。
- 不具合修正
  - 携帯電話（本体）が画面OFF状態で電源キー押下しても、まれに画面が点灯しない場合がある不具合を修正する。
- ビルド番号が01.00.01、01.00.02から01.01.00になる。

2014年1月16日のアップデート
- GPS機能をONにしても、GPS測位表示アイコンが表示されない場合がある不具合を修正する。
- ビルド番号が01.01.00から01.01.01になる。

2014年3月27日のアップデート（機能バージョンアップ）
- 機能バージョンアップ
  - 「LTE国際ローミング」の対応
    - 本端末を利用して、海外でLTEの通信が可能になる（本機能対応に伴い、LTEのON／OFF設定を追加）。
- 不具合修正
  - dヒッツにてコンテンツを再生時、まれにエラーメッセージが表示され、正常に再生できない場合がある不具合を修正する。
- ビルド番号が01.01.00、01.01.01から01.02.00になる。

2014年6月9日のアップデート
- 携帯電話（本体）の電源がOFFの状態で電源ボタンを長押ししても、電源が入らない場合がある不具合を修正する。
- ビルド番号が01.01.00、01.01.01、01.02.00から01.02.01になる。

2014年8月12日のアップデート
- 通話中、特定の条件下で音声が途切れる場合がある不具合を修正する。
- ビルド番号が14.3.B.0.288から14.3.B.0.310になる。

2014年10月7日のアップデート（OSバージョンアップ）
- カメラ
  - SHカメラ使用時、「撮影モード／撮影カメラ設定」からSHSHOWに接続して、簡単にカメラ活用アプリを追加することが可能。
  - カメラUIのシンプル化。
- アプリの追加
  - Google＋アプリに「写真」アプリを追加[14]。
- グリップマジックの機能追加
  - 着信があっても、本体を握るまで名前や写真が表示されない「着信時簡易シークレット」、テレビの視聴中に手から離して机などに置くと、自動的に音量がアップする「メディア視聴中音量アップ」、通話中に本体を置くだけで、自動で保留やミュートにしたり、スピーカーフォンに切替えることができる「通話中置いて保留」、通勤中など、ポケットやカバンから端末を出せない場所でも、本体を握るだけで、不在着信や未読のメールがあるかどうかをバイブでお知らせしてくれる「バイブでお知らせ」を追加。
- EDGESTエフェクトの機能拡張
  - ディスプレイのエッジに沿って光が回転したり、柔らかな光を優しく浮かび上がらせたり、ディスプレイの内と外を融和させるEDGESTエフェクトが「音声着信中」「アラーム中」「充電開始時」を選択してON/OFFの設定が可能になる。
- キーボードの幅寄せ
  - 片手操作時の文字入力がより操作しやすくなるように、文字入力キーボードを「右寄せ」「左寄せ」できるようになる。
- 便利機能
  - Google バックアップに対応。Google のクラウドサーバーに保存されたバックアップデータを活用して、パソコン不要で Google バックアップ対応の Android端末間でデータを引継いだり、メモリカードでは対応できなかったWi-Fiなど一部の設定データやアプリが管理するデータの引継が可能になる。
  - 災害時などの緊急時にホーム画面や設定の変更、使用できるアプリの制限、画面消灯時のパケット通信の制限などにより、消費電力を低減させ、待受け状態を延ばす「非常用節電モード」を利用できるようになる。
- 「ブラウザ」の機能の一部変更
  - ブラウザのテキストコピーの方法が、テキスト長押しによる方法に統一。
  - ブラウザ設定メニュー内の「ワイヤレス印刷」が「プリントアプリで印刷」に名称変更。
  - ページのズームについてはマルチタッチによる拡大縮小方法に統一。
  - 辞書検索機能がWEB検索へと変更。
  - ページの新規保存／フォームの自動入力／反転レンダリング／プラグイン機能／ブックマーク同期が非対応となる。
- その他
  - 電話アプリの視認性向上。また履歴の選択削除機能の追加や、画面の文字サイズも設定に合わせて変更されるようになる。
  - Unicode 6.0に対応し、絵文字の収録数が252個から698個に拡大。他社ケータイ宛に送っても自動変換される。
  - Googleクラウドプリントに対応。
  - 画像編集のUIを変更。
  - 設定のメニュー画面の背景色が黒から白に変更。
  - ステータスパネルの機能キーエリアに表示する機能ボタンを、並べ替えだけではなく、追加・削除が可能になる。
- 不具合修正
  - APN設定時に間違った入力をした場合、エラーが出続けてしまうことがある場合がある不具合を修正する。
- ビルド番号が01.00.01、01.00.02、01.01.00、01.01.01、01.02.00、01.02.01[15]から02.00.00になる。

2015年10月29日のアップデート
- 改善される事象、一部ウェブサイトにアクセスした際、まれにブラウザアプリが強制終了する場合がある。
- ビルド番号が02.00.02。

### SH-01F DRAGON QUEST
2013年12月19日のアップデート
- 電池使用履歴確認画面にて画面消灯中の電池使用履歴が正しく表示されない場合がある不具合を修正する。
- ビルド番号が01.00.01から01.00.02になる。

2014年2月4日のアップデート（機能バージョンアップ）
- 機能バージョンアップ
  - [docomo ID」認証の本格導入対応
    - 端末にdocomo IDを設定することが可能。docomo IDを端末に設定することで、対応するサービスアプリ[11]でのdocomo ID入力が不要になる。
    - Wi-Fiオプションパスワードがdocomo IDに統合[12]

  - 端末を紛失した際などに、パソコン（My docomo）から回線を指定して、遠隔操作で端末初期化およびSDカードのデータを消去できるサービス「遠隔初期化」に対応
  - 新「ドコモバックアップアプリ」の提供開始
    - SDカードバックアップ対応項目のうち、音楽、ブックマーク、通話履歴、ユーザ辞書について、データ保管BOXへのアップロードが可能となる。

  - 独自機能の機能アップ
    - ミニマップアプリが、二本指での視点変更および地図回転に対応。
    - データ引継機能が、電話帳データの引継ぎに対応。
- 端末仕様の一部変更
  - 一部のアプリ（アプリ側がテーマを指定している場合）において、処理中のアイコンが変更される[17]。
- 不具合修正
  - GPS機能をONにしても、GPS測位表示アイコンが表示されない場合がある不具合を修正する。
- ビルド番号が01.00.01、01.00.02から01.01.00になる。

2014年3月27日のアップデート（機能バージョンアップ）
- 機能バージョンアップ
  - 「LTE国際ローミング」の対応
    - 本端末を利用して、海外でLTEの通信が可能になる（本機能対応に伴い、LTEのON／OFF設定を追加）。
- 不具合修正
  - dヒッツにてコンテンツを再生時、まれにエラーメッセージが表示され、正常に再生できない場合がある不具合を修正する。
- ビルド番号が01.01.00から01.02.00になる。

2014年7月7日のアップデート
- 携帯電話（本体）の電源がOFFの状態で電源ボタンを長押ししても、電源が入らない場合がある不具合を修正する。
- ビルド番号が01.01.00、01.02.00から01.02.01になる。

2015年10月29日のアップデート
- 改善される事象、一部ウェブサイトにアクセスした際、まれにブラウザアプリが強制終了する場合がある。
- ビルド番号が01.02.02。